# Las Vegas Raiders
Las Vegas Raiders er et professionelt amerikansk fodboldhold, der spiller i AFC West-divisionen i NFL. Holdet har hjemme i Las Vegas i Nevada, og spiller deres hjemmekampe på Allegiant Stadium. Deres spilledragter er sorte og sølvfarvede, med hvid i stedet for sort på deres udebanedragter.

## Historie
Holdet blev oprettet som AFL-hold i 1960 som afløser for Minnesota Vikings, der havde vraget AFL til fordel for NFL.
Holdets første tre sæsoner var miserable, men derefter kom Al Davis til klubben som cheftræner og manager; han gjorde hurtigt holdet til en magtfaktor i ligaen, og var i klubben fra 1962 til 2002 i skiftende funktioner; i den tid havde holdet flere sejre end nederlag i alle undtagen otte sæsoner.
Oakland Raiders var klubben hvor det såkaldte West Coast-offense blev udviklet; en meget slagkraftig offensiv strategi, baseret på kast i højere grad end løb.
I 1982 flyttede holdet sydpå til Los Angeles pga. utilfredshed med det utidssvarende stadion i Oakland.
Tiden i Los Angeles var omtumlet, både sportsligt hvor det blev til såvel mesterskab som skuffende sæsoner, og udenfor banen hvor rygter om tilbagevenden til Oakland hele tiden lurede. I 1995 blev rygterne til virkelighed, og holdet har været i Oakland lige siden.
I 2020 flyttede de til Las Vegas og skiftede navn til Las Vegas Raiders
Raiders har i alt vundet Super Bowl tre gange, og vandt et enkelt AFL-mesterskab før AFL og NFL blev slået sammen.

## Super Bowl optrædener
| År   | Super Bowl ## | Modstander           | Resultat | MVP                           |
| 1967 | II            | Green Bay Packers    | T014–33  | Bart Starr (Packers QB)       |
| 1976 | XI            | Minnesota Vikings    | V032–14  | Fred Biletnikoff (Raiders WR) |
| 1980 | XV            | Philadelphia Eagles  | V027–10  | Jim Plunkett (Raiders QB)     |
| 1983 | XVIII         | Washington Redskins  | V038–9   | Marcus Allen (Raiders RB)     |
| 2002 | XXXVII        | Tampa Bay Buccaneers | T021–48  | Dexter Jackson (Buccaneers S) |